# Pragska kompaktaterna
Pragska kompaktaterna är ett fördrag ingånget den 30 november 1433 i Prag mellan Böhmens ständer och sändebud från Baselkonsiliet.
Fördraget innebar från katolsk sida att flera eftergifter gjordes mot de kalixtinska husiterna i nattvards- och gudstjänstfrågorna samt frågor rörande kyrkogodsen.